# Совгаванское плато
Совга́ванское плато — крупнейшее базальтовое плато на восточном макросклоне гор Сихотэ-Алиня, на Дальнем Востоке Российской федерации (Хабаровский край).

## География

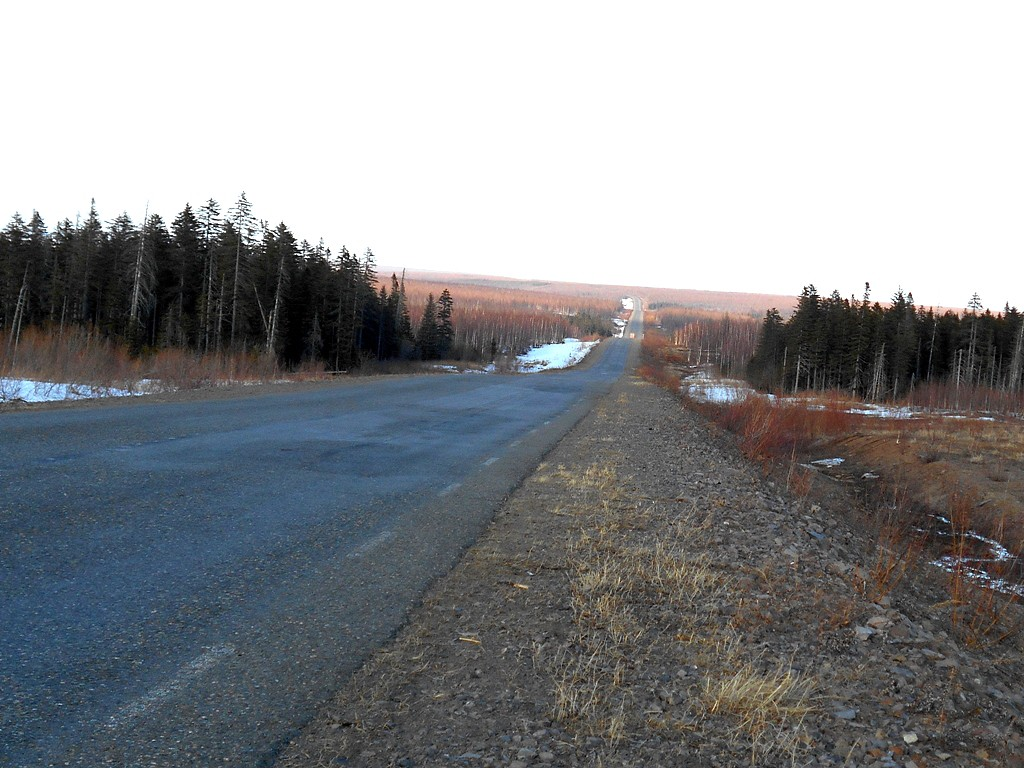
Нагорье пересекает автодорога. Впереди участок темнохвойного леса (ель и пихта), а за ним — березняк

Представляет собой слабопересечённую холмистую местность, вытянутую приблизительно на 70 км на запад от Советско-Га́ванской городской агломерации (г. Советская Гавань), на материковом побережье Татарского пролива Японского моря. Наибольшая высота наблюдается на юге (более 1000 метров), в центральной части около 600—700 метров (наивысшая 830 м), на востоке вблизи побережья — 200—300 м.

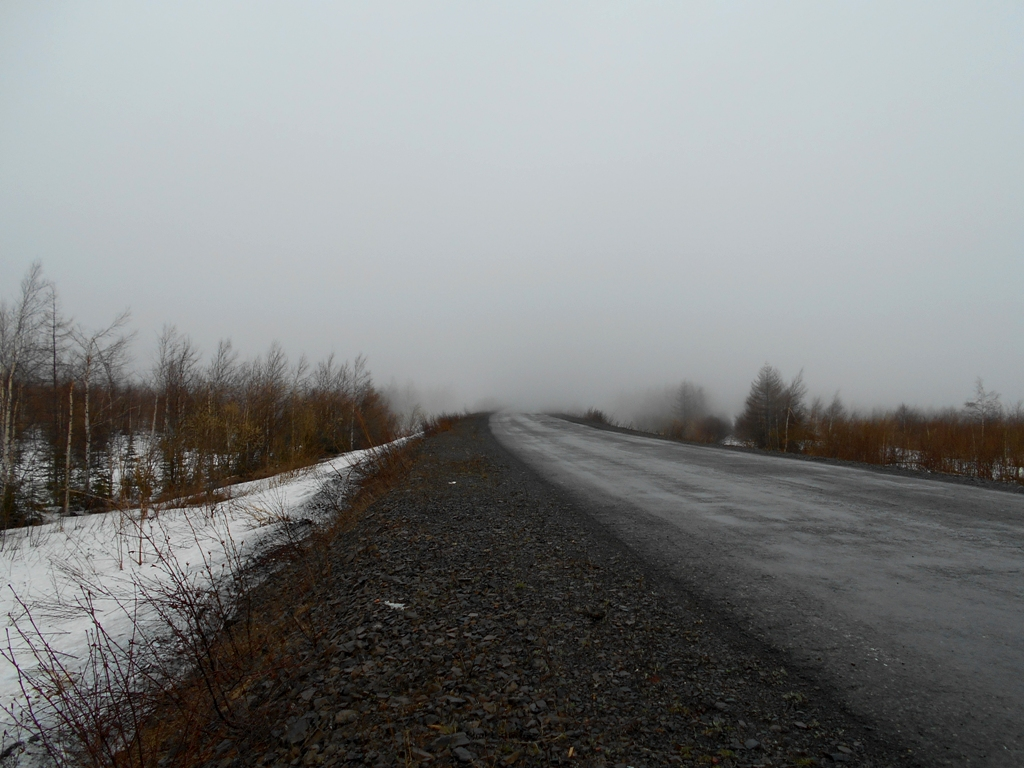
Съёмка 17 мая 2015 г., верховья р. Хича (высота около 700 м). На дорогу село облако и периодически срывает снежинки. Растительность — вторичный лес (берёза и осина) на месте горельника

Интересно, что на плато, в 15 км от береговой черты, имеется региональный памятник природы — палеовулкан Мицуевский: ярко выраженный цирк (или кратер), — чашеобразное углубление с внешним валом правильной круглой формы диаметром около 8 километров и глубиной до 350 метров. Координаты центра этого образования — 49/04/N/140/05/E.
Нагорье пересекает автодорога Р-454 Ванино-Лидога, в направлении запад-восток.

## Растительность
Светлохвойная и смешанная тайга (лиственница, берёза, осина, тополь, ольха), встречаются участки (местами) темнохвойного леса (ель, пихта, корейский кедр). Достаточно много горельников и вторичного леса, также встречаются лесопосадки лиственницы, обычно высаживаемые на месте горельника.

## Деятельность человека
Преимущественно лесозаготовка, а также туризм и любительская рыбалка. Первые 30–40 км пригородной зоны активно используются жителями для сбора ягод (в основном — брусники) и грибов.

## Климат

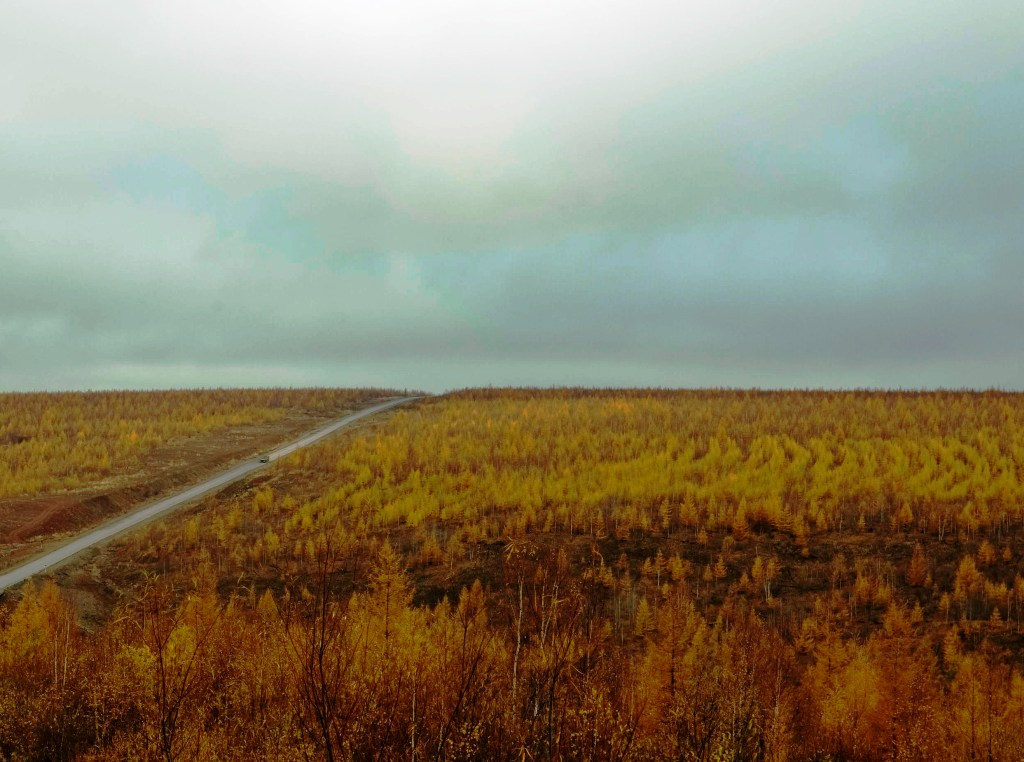
Лесопосадка на Совгаванском нагорье (вдоль дороги Р454). Молодая лиственница растёт ровными рядами. Фото в направлении восток-запад. Съёмка 14 октября 2012 года.

Умеренный муссонный климат с резкими суточными перепадами температуры, характерный для данной местности, но заметно отличается в лучшую сторону от климата на побережье. Здесь не так чувствуется дыхание холодного моря, поэтому весна наступает несколько раньше, лето чуть теплее, а зимой — холоднее.
Но на высотах более 600 метров низкая облачность (при непогоде) может опускаться до земли, соответственно в этих местах холоднее зимой и летом, заметно выше снеговой покров и здесь последний снег может лежать (в тени - по канавам, ложбинам и вдоль ручьёв) до первых чисел июня, а листва на деревьях распускается даже позднее, чем на побережье моря.